# Aulonocara jacobfreibergi
Aulonocara jacobfreibergi е вид бодлоперка от семейство Цихлиди (Cichlidae). Видът не е застрашен от изчезване.

## Разпространение
Разпространен е в Малави.

## Описание
На дължина достигат до 15 cm.